# Kancelaria do spraw Marynarki Wojennej
Kancelaria do spraw Marynarki Wojennej – jedna z centralnych instytucji Cesarstwa chińskiego utworzona edyktem z 13 października 1885.
Do jej zadań należało ujednolicenie chińskich sił morskich, a także centralizacja ich dowództwa. Jej przewodnictwo objął książę Chun. Już jednak w 1888 większą część środków na realizację tych celów, przekazano na budowę podpekińskiego Pałacu Letniego cesarzowej wdowy Cixi, w praktyce czyniąc istnienie Kancelarii czysto formalnym. Ostatecznie zlikwidowano ją w 1893. Ocenia się, że z funduszu morskiego zdefraudowano od 10 do 20 milionów taeli (koszt nowoczesnego pancernika wynosił ok. 3 miliony taeli).